# Port lotniczy Viedma
Port lotniczy Viedma (IATA: VDM, ICAO: SAVV) – port lotniczy położony 7 km od Viedma, w prowincji Río Negro, w Argentynie.

## Linie lotnicze i połączenia
- Aerolíneas Argentinas (Buenos Aires-Jorge Newbery)